# Вахитово (Мамадышский район)
Вахитово (тат. Вахит) — село в Мамадышском районе Республики Татарстан, в составе Шадчинского сельского поселения.

## География
Село находится на реке Шия, в 22 км к северу от города Мамадыша.

## История
Основание села относят к XVIII веку. 
В исторических документах упоминается как Старый Горелый Ельник (Старая Максимова). В середине XVIII века часть жителей переселилась на новое место и основало деревню Новый Горелый Ельник (Новая Максимова), другое название – Новопоселенный Горелый Ельник Студеного Ключа (ныне деревня Ямашево). Современное наименование село получило в 1924 году в честь революционера М. Вахитова.
В сословном плане, вплоть до 1860-х годов, жителей села причисляли к государственным крестьянам. Их основные занятия в этот период — земледелие и скотоводство, было распространено пчеловодство.
По сведениям из первоисточников, в начале XX столетия в селе действовали мечеть, кузница, мельница, 3 крупообдирки, 3 мелочные лавки. В этот период земельный надел сельской общины составлял 913,9 десятин.
До 1920 года село входило в Зюринскую волость Мамадышского уезда Казанской губернии. С 1920 года в составе Мамадышского кантона ТАССР. С 10 августа 1930 года в Мамадышском, с 10 февраля 1935 года в Таканышском, с 1 февраля 1963 года в Мамадышском районах.
В 1924 году в селе было организовано сельскохозяйственное кредитное товарищество «Красный пахарь», в 1929—1930 годах — колхоз. В 1994 году колхоз села был реорганизован в закрытое акционерное общество им. Ямашева, в 2002 году — в сельскохозяйственный производственный кооператив им. Ямашева (ликвидирован в 2007 г.).

## Население
| 1782 | 1859 | 1897 | 1908 | 1926 | 1939 | 1949 | 1958 | 1970 | 1979 | 1989 | 2002 | 2010 | 2017 |
| ---- | ---- | ---- | ---- | ---- | ---- | ---- | ---- | ---- | ---- | ---- | ---- | ---- | ---- |
| 75   | 555  | 870  | 875  | 1033 | 822  | 560  | 450  | 490  | 385  | 214  | 187  | 154  | 136  |

Национальный состав села — татары.

## Экономика
Полеводство, молочное животноводство.

## Инфраструктура
В селе действуют клуб (с 1926 г.), фельдшерско-акушерский пункт.

## Религия
Мечеть «Тимерхан» (с 2016 года). 